# Új-Zéland országos főútvonalai
Új-Zéland országos főútvonalainak (New Zealand State Highways) hálózata 2004-ben összesen 85 útvonalból állt csaknem 11 ezer kilométeres hosszal, az Északi-szigeten és a Déli-szigeten együttesen. Ezeket az utakat a New Zealand Transport Agency kezeli. Az egész országban 100 kilométeres sebességkorlátozás van érvényben, a lakott területeken 50 kilométer/óra a megengedett maximális sebesség. E főútvonalak nevének rövidítése az SH (State Highway) és az út száma, például az új-zélandi egyes főútnak, az ország a két fő szigeten áthaladó gerincútvonalának a jelzése SH 1.
Korábban az új-zélandi közutak rendszere két részből állt, az országos és a tartományi utakból, különböző finanszírozással és minőségben. A 2000-es években azonban már a főútvonalak mind országosnak (State Highway) számítanak. Közülük az egyjegyű számmal jelzettek az igazán országos jelentőségűek (1-től 8-ig, 9-es nem létezik). A 2–5 és a 10–59 közötti számozású utak az Északi-szigeten, a 6–8 és a 60–99 közöttiek a Déli-szigeten találhatók.
Igazi autópályák csak Auckland és Wellington közelében vannak. Útdíjat csak az Aucklandtól északra található autópálya-szakaszokon kell fizetni (elektronikus ellenőrzéssel), itt viszont csak bizonyos benzinkutakon vagy az interneten (5 napos türelmi idővel) lehet kiegyenlíteni a számlát. A főútvonalakon ritkán, de még 2016-ban is előfordultak nem szilárd burkolatú szakaszok.
Az ország legforgalmasabb útvonala 2004-ben az 1-es főútvonalnak az Auckland Harbour Bridge-en átvezető szakasza volt, csaknem napi 162 000 járművel, a legkevésbé forgalmas napi 130 járművel a 43-as, amit Forgotten World Highway-nek, azaz „az elfeledett világ útvonalának” is neveznek.

## Bal oldali közlekedés
Új-Zélandon a brit hagyományoknak megfelelően bal oldali közlekedés van érvényben. A gépkocsivezetők nagy része turista, bérelt autóval, amelyek rendszáma azonban nem árulja el, hogy külföldiekről van szó. A jobb oldali közlekedéssel rendelkező országokból érkező turisták szabályos vezetését a nagy turistaforgalmú parkolók és más kiemelt helyek közelében a bal oldali közlekedést hangsúlyozó burkolati jelekkel is igyekeznek segíteni.

## Egy nyomtávú hidak

Egysávos híd és az elsőbbséget kapó irány jelzése

Az egy számjegyű országos főútvonalakon is gyakoriak a jó előre jelzett egysávos hidak (One Lane Bridge), amelyeken váltakozó irányú forgalommal, az egyik iránynak elsőbbséget biztosító táblák figyelembe vételével lehet áthaladni. A leghosszabb egysávos híd a 713 m hosszú közúti híd a Haast folyó felett a 6-os úton. Itt két kitérő is segíti a közlekedést a híd közepe táján.

## Jelzésrendszer

Veszélyes kanyart jelző tábla, a szám a maximális sebességet javasolja

A közlekedési táblák általában a nemzetközileg ismert piktogramok, de ezeken kívül sok a fontos információt tartalmazó, angol nyelvű szöveges tábla is. A kétszer egysávos utakon az előzést megkönnyítendő gyakran vannak előző sávok, de kétféle rendszerben: az egyikben a feliratok minden járművet a külső, lassúbb sávba terelnek az éppen előzést végrehajtók kivételével, a másikban csak a lassúbb járműveket kérik fel, hogy a külső sávba térve adjanak utat a gyorsabb forgalomnak. A két esetben a burkolati jelek is különbözőek. A veszélyes kanyarokat jelző táblákon szinte mindig szerepel egy páratlan szám 15-85 között: ez a kanyarban javasolt maximális sebességet (kilométerben) adja meg.

## Az új-zélandi főútvonalak listája

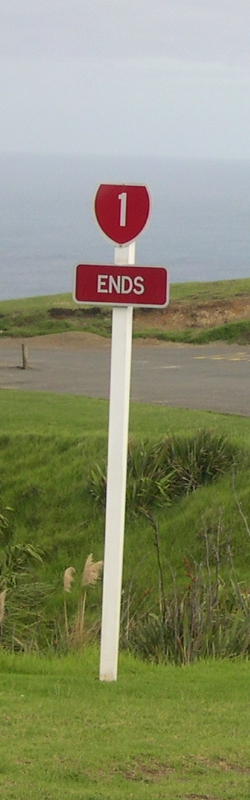
SH 1-Útjelzés a Reinga-foknál – az út vége

| Jelzés | Név                   | Érintett települések, nagyobb kereszteződések | Hossz   |
| ------ | --------------------- | --- | ------- |
|        | 1-es főút (Új-Zéland) | Reinga-fok – Waitiki Landing – Kaitaia – Whangarei – Wellsford – Warkworth – Auckland – Hamilton – Cambridge – Taupo – Turangi – „Desert Road” (Sivatagi út) – Levin – Wellington – Wellington International Airport (Cook-szoros) Picton – Blenheim – Kaikoura – Christchurch – Ashburton – Timaru – Oamaru – Palmerston – Dunedin – Milton – Balclutha – Gore – Invercargill – Stirling Point (egy kilométerre délre Blufftől) | 2047 km |
|        | 1b főút (Új-Zéland)   | Taupiri – Gordonton – Cambridge | 47 km   |

### Északi-sziget
| Jelzés | Név                                              | Érintett települések, nagyobb kereszteződések | Hossz  |
| ------ | ------------------------------------------------ | --- | ------ |
|        | 2-es főút (Új-Zéland)                            | SH 1 Pokenoi elágazástól – Paeroa – Waihi – Tauranga – Whakatane – Gisborne – Napier – Hastings – Woodville – Masterton – Upper Hutt – Lower Hutt – Ngauranga kereszteződés | 964 km |
|        | 3-as főút (Új-Zéland)                            | Hamilton – New Plymouth – Wanganui – Palmerston North – Woodville | 492 km |
|        | 3a főút (Új-Zéland)                              | Waitara – Inglewood | 15 km  |
|        | 4-es főút (Új-Zéland)                            | 11 kilométerre délre Te Kuititől – Taumarunui – Raetihi – Wanganui | 242 km |
|        | 5-ös főút (Új-Zéland)                            | Tirau – Rotorua – Taupo – Napier | 276 km |
|        | 10-es főút (Új-Zéland)                           | Awanui – Pakaraka | 106 km |
|        | 11-es főút (Új-Zéland)                           | Paihia – Kawakawa | 16 km  |
|        | 12-es főút (Új-Zéland)                           | 79 kilométerre délre Kaitaiától – Kaikohe – Dargaville – 28 kilométerre északra Wellsfordtól                                                                                | 223 km |
|        | 14-es főút (Új-Zéland)                           | Whangarei – Dargaville | 58 km  |
|        | 15-ös főút (Új-Zéland)                           | Whangarei – Whangarei Hafen | 4 km   |
|        | 16-os főút (Új-Zéland)                           | Auckland kikötő – Helensville – Wellsford | 105 km |
|        | 17-es főút (Új-Zéland)                           | Albany – Kaukapakapa | 25 km  |
|        | 18-as főút (Új-Zéland)                           | Upper Harbour Highway kereszteződés – Massey | 15 km  |
|        | 20-as főút (Új-Zéland)                           | Hillsborough – Kreuz Manukau | 20 km  |
|        | 20a főút (Új-Zéland)                             | Walmsley Road kereszteződés – Auckland repülőtér | 8 km   |
|        | 20b főút (Új-Zéland)                             | Puhinui Road kereszteződés – Auckland repülőtér | 3 km   |
|        | 21-es főút (Új-Zéland)                           | Hamilton | 6 km   |
|        | 22-es főút (Új-Zéland)                           | Drury – Pukekohe | 16 km  |
|        | 23-as főút (Új-Zéland)                           | Hamilton – Raglan | 48 km  |
|        | 24-es főút (Új-Zéland)                           | Matamata – Te Poi | 12 km  |
|        | 25-ös főút (Új-Zéland)                           | Mangatarata – Thames – Coromandel – Whitianga – Whangamata – Waihi | 240 km |
|        | 25a főút (Új-Zéland)                             | Thames – Pauanui | 22 km  |
|        | 26-os főút (Új-Zéland)                           | Thames – Paeroa – Te Aroha – Morrinsville – Hamilton | 102 km |
|        | 27-es főút (Új-Zéland)                           | Pokeno elágazás – Matamata – Tirau | 98 km  |
|        | 28-as főút (Új-Zéland)                           | Putaruru – Te Poi | 21 km  |
|        | 29-es főút (Új-Zéland)                           | Piarere/Jct. SH1 – Kaimai Range – Tauranga – Mount Maunganui | 78 km  |
|        | 30-as főút (Új-Zéland)                           | Te Kuiti – Mangakino – Rotorua – Whakatane | 231 km |
|        | 30a főút (Új-Zéland)                             | (két kilométer): Rotorua | 2 km   |
|        | 31-es főút (Új-Zéland)                           | Otorohanga – Kāwhia Harbour | 55 km  |
|        | 32-es főút (Új-Zéland)                           | Tokoroa – Kuratau leágazás | 95 km  |
|        | 33-as főút (Új-Zéland)                           | Te Puke – Te Ngae | 28 km  |
|        | 34-es főút (Új-Zéland)                           | Edgecumbe – Kawerau | 22 km  |
|        | 35-ös főút (Új-Zéland)                           | Opotiki – Te Araroa – Gisborne | 321 km |
|        | 36-os főút (Új-Zéland)                           | Rotorua – Tauranga | 81 km  |
|        | 37-es főút (Új-Zéland)                           | Hangatiki – Waitomo Caves | 8 km   |
|        | 38-as főút (Új-Zéland)                           | Waiotapu – Murupara – Te-Urewera Nemzeti Park kezdete: Waikaremoanasee – Wairoa                                                                                             | 180 km |
|        | 39-es főút (Új-Zéland)                           | Ngaruawahia – Otorohanga | 80 km  |
|        | 40-es főút (Új-Zéland)                           | Ahititi – Ohura – Maungaturoto | 90 km  |
|        | 41-es főút (Új-Zéland)                           | Manunui – Turangi | 59 km  |
|        | 43-as főút (Új-Zéland) „Forgotten World Highway“ | Stratford – Taumarunui | 155 km |
|        | 44-es főút (Új-Zéland)                           | New Plymouth – Port Taranaki | 4 km   |
|        | 45-ös főút (Új-Zéland) „The Surf Highway“        | New Plymouth – Opunake – Hawera | 105 km |
|        | 46-os főút (Új-Zéland)                           | Papakai – Rangipo | 19 km  |
|        | 47-es főút (Új-Zéland)                           | National Park Village – Turangi | 46 km  |
|        | 48-as főút (Új-Zéland)                           | 9 kilométerre északkeletre a National Park Village-től – Iwikau Village | 7 km   |
|        | 49-es főút (Új-Zéland)                           | Tohunga elágazás – Ohakune – Waiouru | 36 km  |
|        | 49a főút (Új-Zéland)                             | Ohakune – Horopito | 9 km   |
|        | 50-es főút (Új-Zéland)                           | Napier – Takapau | 73 km  |
|        | 52-es főút (Új-Zéland)                           | Waipukurau – Pongaroa – Masterton | 215 km |
|        | 53-as főút (Új-Zéland)                           | Featherston – Martinborough | 18 km  |
|        | 54-es főút (Új-Zéland)                           | Vinegar Hill – Feilding – Palmerston North | 54 km  |
|        | 56-os főút (Új-Zéland)                           | Palmerston North – Makerua | 26 km  |
|        | 57-es főút (Új-Zéland)                           | Manawatu Gorge – Shannon – Levin | 67 km  |
|        | 57a főút (Új-Zéland)                             | Manawatu Gorge – Palmerston North | 17 km  |
|        | 58-as főút (Új-Zéland)                           | Porirua – Haywards | 15 km  |

### Déli-sziget
| Jelzés | Név                                  | Érintett települések, nagyobb kereszteződések                                            | Hossz   |
| ------ | ------------------------------------ | ---------------------------------------------------------------------------------------- | ------- |
|        | 6-os főút (Új-Zéland)                | Blenheim – Nelson – Westport – Greymouth – Hokitika – Wanaka – Queenstown – Invercargill | 1099 km |
|        | 6a főút (Új-Zéland)                  | Frankton – Queenstown                                                                    | 7 km    |
|        | 7-es főút (Új-Zéland)                | Waipara – Greymouth                                                                      | 276 km  |
|        | 7a főút (Új-Zéland)                  | Waiau-híd – Hanmer Springs                                                               | 9 km    |
|        | 8-as főút (Új-Zéland)                | Timaru – Twizel – Cromwell – Alexandra – Milton                                          | 537 km  |
|        | 8a főút (Új-Zéland)                  | Tarras – Luggate                                                                         | 21 km   |
|        | 8b főút (Új-Zéland)                  | Deadmans Point – Cromwell                                                                | 3 km    |
|        | 60-as főút (Új-Zéland)               | Collingwood – Motueka – Takaka – Richmond                                                | 117 km  |
|        | 61-es főút (Új-Zéland)               | Motueka – Kohatu elágazás                                                                | 58 km   |
|        | 63-as főút (Új-Zéland)               | Renwick – Kawatiri elágazás                                                              | 117 km  |
|        | 65-ös főút (Új-Zéland)               | 11 kilométerre nyugatra Murchinsontól – Springs elágazás                                 | 72 km   |
|        | 67-es főút (Új-Zéland)               | Westport – Summerlea                                                                     | 54 km   |
|        | 67a főút (Új-Zéland)                 | Westport – Cape Foulwind                                                                 | 10 km   |
|        | 69-es főút (Új-Zéland)               | Inangahua Junction (csomópont) – Reefton                                                 | 34 km   |
|        | 70-es főút (Új-Zéland)               | Kaikoura Waiau – Red Post elágazás                                                       | 97 km   |
|        | 71-es főút (Új-Zéland)               | Kaiapoi – Rangiora                                                                       | 9 km    |
|        | 73-as főút (Új-Zéland)               | Kumara elágazás – Christchurch                                                           | 235 km  |
|        | 73a főút (Új-Zéland)                 | Christchurch – Blenheim                                                                  | 6 km    |
|        | 74-es főút (Új-Zéland)               | Belfast – Lyttelton                                                                      | 26 km   |
|        | 74a főút (Új-Zéland)                 | Christchurch – Palinurus/Dyers                                                           | 3 km    |
|        | 75-ös főút (Új-Zéland)               | Christchurch – Akaroa                                                                    | 90 km   |
|        | 77-es főút (Új-Zéland)               | Darfield – Methven – Ashburton                                                           | 95 km   |
|        | 79-es főút (Új-Zéland)               | Rangitata – Geraldine – Fairlie                                                          | 60 km   |
|        | 80-as főút (Új-Zéland)               | Lake Pukaki – Mount Cook Village                                                         | 55 km   |
|        | 82-es főút (Új-Zéland)               | Hook – Waimate – Kurow                                                                   | 71 km   |
|        | 83-as főút (Új-Zéland)               | Omarama Kurow – Pukeuri elágazás                                                         | 110 km  |
|        | 84-es főút (Új-Zéland)               | Wanaka                                                                                   | 3 km    |
|        | 85-ös főút (Új-Zéland) „The Pigroot“ | Alexandra – Ranfurly – Palmerston                                                        | 157 km  |
|        | 86-os főút (Új-Zéland)               | Allanton – Flughafen Dunedin                                                             | 5 km    |
|        | 87-es főút (Új-Zéland)               | Mosgiel – Middlemarch – Kokonga                                                          | 114 km  |
|        | 88-as főút (Új-Zéland)               | Dunedin – Port Chalmers                                                                  | 13 km   |
|        | 90-es főút (Új-Zéland)               | Abzweig Raes – Tapanui – Gore                                                            | 67 km   |
|        | 94-es főút (Új-Zéland)               | Gore – Lumsden – Te Anau – Milford                                                       | 272 km  |
|        | 95-ös főút (Új-Zéland)               | Te Anau – Manapouri                                                                      | 21 km   |
|        | 96-os főút (Új-Zéland)               | Clifden – Winton – Mataura                                                               | 136 km  |
|        | 98-as főút (Új-Zéland)               | Lorneville – Dacre                                                                       | 24 km   |
|        | 99-es főút (Új-Zéland)               | Lorneville – Riverton – Tuatapere – Te Anau                                              | 90 km   |

## Fordítás
Ez a szócikk részben vagy egészben a Neuseeländische State Highways című német Wikipédia-szócikk ezen változatának fordításán alapul.  Az eredeti cikk szerkesztőit annak laptörténete sorolja fel. Ez a jelzés csupán a megfogalmazás eredetét és a szerzői jogokat jelzi, nem szolgál a cikkben szereplő információk forrásmegjelöléseként.